# Connor Weil
Connor Weil (Portland (Oregon), 28 december 1993) is een Amerikaans acteur. Hij speelde in diverse films en series, waaronder Sharknado, Scream en K.C. Undercover.

## Filmografie

### Film
- 2010: Lies in Plain Sight, als Derek
- 2011: Hollywood Tale, als feestganger
- 2012: 1313: Frankenqueen, als Matt
- 2013: Sharknado, als Luellyn
- 2015: McFarland, USA, als Palo Alto-loper
- 2016: Gratuitous Violence, als Trevor
- 2018: Paved New World, als skater
- 2018: Black Pumpkin, als Ace Barker
- 2019: Being and Nothingness, als Cody
- 2020: Reality Queen!, als Nikk
- 2022: Living Dead Presents: Fog City, als Jerermiah Kingsley
- 2022: Skate God, als Yurisses
- 2022: Mission Street, als Mike
- 2023: Fog City, als Heremiah Kingsley
- 2024: Mea Culpa, als Bobby

### Televisie
- 2011: A.N.T. Farm, als Legan
- 2011: Victorious, als stuurman
- 2012: The Jadagrace Show, als Bradley
- 2013: Anatomy of Violence, als jonge feestganger
- 2013: Crash & Bernstein, als Spencer
- 2013: The Young and the Restless, als pestkop
- 2013: The Tonight Show with Jay Leno, als student
- 2013: Liv and Maddie, als Miller
- 2013: Dirty Teacher, als Trent
- 2014: Death Clique, als Clay
- 2014: Kickin' It, als J. P.
- 2014: Annie Undocumented, als Ethan
- 2015: Scream, als Will Belmont
- 2015: The Goldbergs, als Steve Kremp
- 2016: Days of Our Lives, als Mark McNair
- 2016: Roadies, als jonge Phil
- 2016-2017: Foursome, als Mr. Zapp
- 2017: NCIS: Los Angeles, als Warren Miller
- 2017-2018: K.C. Undercover, als Brady
- 2018: Bad Indians, als Brad
- 2022: Acapulco, als Chad
- 2022: Little America, als Bradley
- 2023: Obliterated, als Dane
- 2025: Chicago P.D., als John Knight